# (4371) Фёдоров
(4371) Фёдоров (лат. Fyodorov) — типичный астероид главного пояса, открыт 10 апреля 1983 года советским астрономом Людмилой Черных в Крымской астрофизической обсерватории и 1 сентября 1993 года назван в честь советского и российского офтальмолога Святослава Фёдорова.

## Обнаружение и именование
(4371) Фёдоров
Открыт 10 апреля 1983 года в Научном Л. И. Черных.
Назван в честь известного московского офтальмолога, выдающегося хирурга и блестящего менеджера Святослава Николаевича Фёдорова, который организовал несколько клиник для лечения глазных заболеваний в Москве и других городах.
Оригинальный текст (англ.)4371 Fyodorov
Discovered 1983-04-10 by Chernykh, L. I. at Nauchnyj.
Named in honor of Svyatoslav Nikolaevich Fyodorov, famous Moscow ophthalmologist, outstanding surgeon and brilliant manager who organized several clinics in Moscow and other cities for the treatment of eye diseases.
Источники: DISCOVERY.DB; M.P.C. 22502.

## Орбита

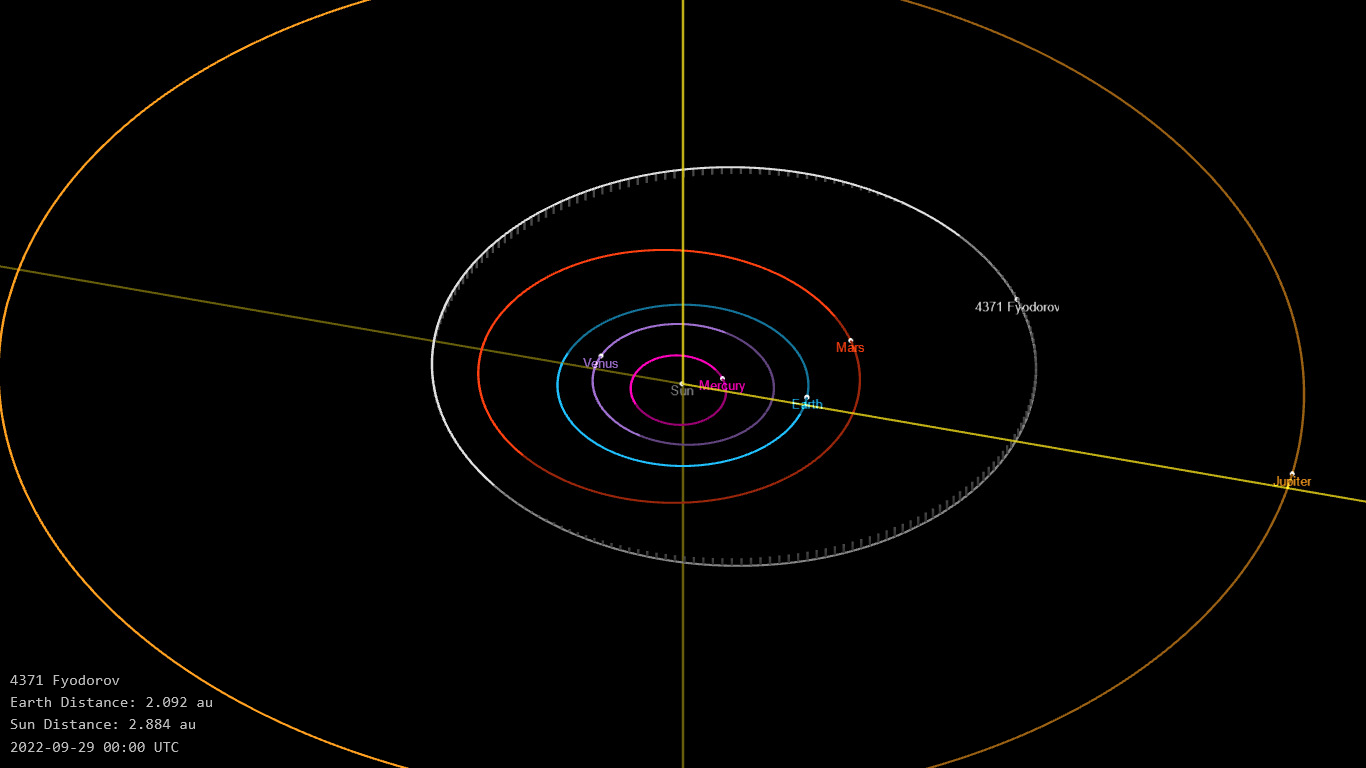
Орбита астероида Фёдоров и его положение в Солнечной системе

## Физические характеристики
Астероид относится к таксономическому классу S.
По результатам наблюдений в видимом и ближнем инфракрасном диапазоне космического телескопа NEOWISE диаметр астероида оценивался равным 5,629±0,062 км. Согласно тем же источникам альбедо оценивается как 0,3272±0,0440 и 0,327±0,044.